# Marcello Fabbri
Marcello Fabbri (* 9. Dezember 1970 in Rimini, Italien) ist ein italienischer Koch.

## Werdegang
Nach der Ausbildung in der staatlichen Kochschule in Rimini ging Fabbri 1987–1988 zum Caffee delle rose bei Gino Angelini in Rimini, 1988 zum Hotel des Alpes, in Madonna di Campiglio und 1989 zu Gualtiero Marchesi und Brunelleschi in Mailand. 1991 wechselte er zum Restaurant Galleria in München und 1992 zu Locanda Piccolit am gleichen Ort.
1993 wurde er Küchenchef im Restaurant Anna Amalia des Hotel Elephant in Weimar. Ab 2000 war er auch Küchendirektor des Hotels. Ab 2003 wurde das Restaurant mit einem Michelinstern ausgezeichnet, als erstes Restaurant in Thüringen. Von September 2018 bis Sommer 2022 kochte er in der Weinbar Weimar.
Seit 2023 ist er Küchenchef im Restaurant The First in Blankenhain, das 2024 mit einem Michelinstern ausgezeichnet wurde.

## Auszeichnungen
- 2002 „Koch des Monats Juli“ in Der Feinschmecker
- 2003: Ein Michelinstern für das Restaurant Anna Amalia des Hotel Elephant in Weimar
- 2024: Ein Michelinstern für das Restaurant The First in Blankenhain

## Werke
- Essen und Trinken mit Goethe. Deutscher Taschenbuch Verlag 1998, ISBN 3-423-24152-7.
- mit Olaf Nagel: Europäische Spitzenküche italienisch interpretiert. Media Kontor, Stuttgart 2005, ISBN 3-938234-35-0.
- mit Marcel Schmitutz und Harald Wenzel-Orf: Desserts: Kulinarische Köstlichkeiten zu jeder Jahreszeit. Media Service, Stuttgart; Göppingen 2008, ISBN 978-3-939934-11-0.